# 51 Cassiopeiae
51 Cassiopeiae är en vit stjärna i stjärnbilden Cassiopeja. Stjärnan har visuell magnitud +3,94 och är sålunda inte synlig utan ett fältkikare.